# ラミフィカシオン
『ラミフィカシオン』（Ramifications）は、ジェルジ・リゲティが1968年から1969年にかけて作曲した弦楽合奏曲。弦楽オーケストラ版と12人の弦楽器奏者による室内楽版がある。演奏時間は約8分半。

## 概要
題名は「分岐」を意味し、リゲティによるとこの曲は分岐と統合をくり返し、もつれた毛糸のように複雑に絡みあった声部のそれぞれが異なる方向に進行することによって徐々にほどけていくという発想で作られている。この作品では『コンティヌウム』に見られる機械的パターンがミクロカノンと組みあわされている。
この曲のもう1つの特徴は微分音の使用である。リゲティは弦楽四重奏曲第2番などさまざまな作品で微分音を使用してきたが、この曲では楽器群を2つに分けて第1群を第2群より四分音高く調律することでこれを実現している。リゲティはこれによって演奏者が音程の「狂い」を調整しようとして音程に不安定な揺れが生じると予想していたが、実際には正確に演奏されたために失望したという。
弦楽オーケストラ版は1969年4月23日にベルリンで、ミヒャエル・ギーレン指揮ベルリン放送交響楽団によって初演された。
室内楽版は1969年10月10日にザールブリュッケンで、アントニオ・ヤニグロ指揮のザール放送室内管弦楽団 (de:Kammerorchester des Saarländischen Rundfunks) によって初演された。

## 楽器編成
室内楽版の編成は6人ずつ2つのグループに分かれ、グループ1はグループ2よりも四分音高く調律される。たとえばグループ2がA=440Hz、グループ1はA=453Hzを使用する。
グループ1: ヴァイオリン4、ヴィオラ、チェロ
グループ2: ヴァイオリン3、ヴィオラ、チェロ、コントラバス

## 音楽
冒頭は各楽器が異なる速度で機械的に音の上下を繰り返し、『コンティヌウム』によく似たうねりが現れる。やがて音は収束していき、トレモロを経てただ1つの音の伸ばしになる。フラジオレットによる非常に高い音による部分の後、旋律断片が機械的な繰り返しに塗り潰されていく。さまざまなパターンの変化を経て下降分散和音に収束するようにみえるが、そこから「乱暴に」(con violenza)と指定されたfffの劇的な部分にはいる。この部分は突然終わり、コントラバスの低音の長い伸ばしについで笛のようなヴァイオリンのフラジオレットが加わる。それから他の楽器が加わるが、ピッツィカートによる同音の繰り返しの後、唐突に終わる。

## 影響
リゲティ好きを公言しているジョニー・グリーンウッドは、リン・ラムジー監督の映画『ビューティフル・デイ』（2017年）の音楽において、演奏家の半分が四分音低く調律するように指示した。